# Regionalwahl in Friaul-Julisch Venetien 1998
Die Regionalwahl in Friaul-Julisch Venetien 1998 fand am 14. Juni statt. Gewählt wurden alle 60 Mitglieder des Regionalrates (Consiglio regionale).

## Wahlergebnis
| Listen            | Listen                                                              | Stimmen   | %    | Mandate |
| ----------------- | ------------------------------------------------------------------- | --------- | ---- | ------- |
|                   | Forza Italia – Centro Cristiano Democratico – Federazione di Centro | 136.047   | 20,7 | 14      |
|                   | Lega Nord                                                           | 114.186   | 17,4 | 12      |
|                   | Democratici di Sinistra                                             | 100.796   | 15,3 | 10      |
|                   | Alleanza Nazionale                                                  | 87.768    | 13,3 | 9       |
|                   | Centro Popolare Riformatore (PPI – UDR – RI – PRI – SSk)            | 72.420    | 11,0 | 7       |
|                   | Partito della Rifondazione Comunista                                | 44.488    | 6,8  | 4       |
|                   | Verdi Colomba                                                       | 32.407    | 4,9  | 3       |
|                   | Unione Friuli                                                       | 24.038    | 3,7  | 1       |
|                   | Progetto Autonomia                                                  | 18.972    | 2,9  | –       |
|                   | Lega Autonomia Friuli                                               | 10.680    | 1,6  | –       |
|                   | Fronte Giuliano                                                     | 6.723     | 1,0  | –       |
|                   | S.O.S. Italia                                                       | 5.213     | 0,8  | –       |
|                   | Fiamma Tricolore                                                    | 3.986     | 0,6  | –       |
| Gesamt            | Gesamt                                                              | 657.724   | 100  | 60      |
|                   |                                                                     |           |      |         |
| Ungültige Stimmen | Ungültige Stimmen                                                   | 44.718    | 6,4  |         |
| Wähler            | Wähler                                                              | 702.442   | 64,8 |         |
| Wahlberechtigte   | Wahlberechtigte                                                     | 1.084.075 |      |         |

## Liste der Mitglieder des Regionalrates
| Mitglied                  | Liste     | Wahlkreis |
| ------------------------- | --------- | --------- |
| Nevio Alzetta             | DS        | Pordenone |
| Roberto Antonaz           | PRC       | Gorizia   |
| Roberto Antonione 1       | FI-CCD-FC | Triest    |
| Pietro Arduini            | LN        | Udine     |
| Aldo Ariis                | FI-CCD-FC | Udine     |
| Roberto Asquini           | FI-CCD-FC | Udine     |
| Giorgio Baiutti           | Verdi     | Udine     |
| Franco Baritussio         | AN        | Tolmezzo  |
| Matteo Bortuzzo           | LN        | Pordenone |
| Franco Brussa             | CPR       | Gorizia   |
| Milos Budin 2             | DS        | Triest    |
| Giovanni Castaldo         | AN        | Udine     |
| Paolo Ciani               | AN        | Udine     |
| Luca Ciriani              | AN        | Pordenone |
| Adino Cisilino            | FI-CCD-FC | Udine     |
| Giancarlo Cruder          | CPR       | Udine     |
| Franco Dal Mas            | FI-CCD-FC | Pordenone |
| Roberto De Gioia          | Verdi     | Triest    |
| Cristiano Degano          | CPR       | Triest    |
| Michele Degrassi          | DS        | Gorizia   |
| Bruno Di Natale           | AN        | Udine     |
| Sergio Dressi             | AN        | Triest    |
| Gianpiero Fasola 3        | LN        | Gorizia   |
| Fulvio Follegot           | LN        | Pordenone |
| Paolo Fontanelli          | PRC       | Udine     |
| Maurizio Franz            | LN        | Udine     |
| Franco Franzutti          | FI-CCD-FC | Triest    |
| Enrico Gherghetta         | DS        | Gorizia   |
| Isidoro Gottardo          | CPR       | Pordenone |
| Alessandra Guerra         | LN        | Udine     |
| Paris Lippi               | AN        | Triest    |
| Bruno Marini              | FI-CCD-FC | Triest    |
| Antonio Martini           | CPR       | Tolmezzo  |
| Giorgio Mattassi          | DS        | Udine     |
| Stefano Mazzolini         | LN        | Tolmezzo  |
| Roberto Molinaro          | CPR       | Udine     |
| Gianfranco Moretton       | CPR       | Pordenone |
| Danilo Narduzzi           | LN        | Pordenone |
| Gian Luigi Pegolo         | PRC       | Pordenone |
| Renzo Petris              | DS        | Tolmezzo  |
| Giorgio Pozzo             | UF        | Triest    |
| Mario Puiatti             | Verdi     | Pordenone |
| Adriano Ritossa           | AN        | Gorizia   |
| Ettore Romoli 4           | FI-CCD-FC | Gorizia   |
| Maurizio Salvador         | FI-CCD-FC | Pordenone |
| Valter Santarossa         | FI-CCD-FC | Pordenone |
| Giuseppe Ferruccio Saro 5 | FI-CCD-FC | Udine     |
| Federica Seganti          | LN        | Triest    |
| Francesco Serpi           | AN        | Triest    |
| Lodovico Sonego           | DS        | Pordenone |
| Giulio Staffieri          | FI-CCD-FC | Triest    |
| Alessandro Tesini         | DS        | Udine     |
| Renzo Tondo               | FI-CCD-FC | Tolmezzo  |
| Renzo Travanut            | DS        | Udine     |
| Ennio Vanin               | LN        | Udine     |
| Romano Giorgio Venier     | FI-CCD-FC | Udine     |
| Claudio Violino           | LN        | Udine     |
| Beppino Zoppolato         | LN        | Pordenone |
| Bruna Zorzini             | PRC       | Triest    |
| Bruno Zvech               | DS        | Triest    |